# (22488) Martyschwartz
(22488) Martyschwartz est un astéroïde de la ceinture principale.

## Description
(22488) Martyschwartz est un astéroïde de la ceinture principale. Il fut découvert le 7 avril 1997 à Socorro (Nouveau-Mexique) par le projet LINEAR. Il présente une orbite caractérisée par un demi-grand axe de 2,99 UA, une excentricité de 0,06 et une inclinaison de 10,7° par rapport à l'écliptique.

## Compléments